# Бањо (Горња Сена)
Бањо (фр. Bagneux) град је у Француској у региону Париски регион, у департману Горња Сена.
По подацима из 1990. године број становника у месту је био 36.364, а густина насељености је износила 8,679 становника/km².

## Демографија
| 1962.  | 1968.  | 1975.  | 1982.  | 1990.  | 2011.  |
| ------ | ------ | ------ | ------ | ------ | ------ |
| 38.044 | 42.006 | 40.674 | 40.385 | 36.364 | 38.002 |

## Партнерски градови
- Торино
- Ванадзор
- Neath Port Talbot County Borough
- Grand-Bourg